# Christian Panucci
Christian Panucci (phát âm tiếng Ý: [ˈkristjan paˈnuttʃi]; sinh ngày 12 tháng 4 năm 1973) là một huấn luyện viên và cựu cầu thủ bóng đá người Italia, chơi ở vị trí hậu vệ. Là một cầu thủ đa năng, anh khởi nghiệp ở vị trí hậu vệ phải, đôi lúc là hậu vệ trái; sau khi suy giảm thể lực và tốc độ ở giai đoạn cuối sự nghiệp, Panucci chủ yếu chơi ở vị trí trung vệ nhờ khả năng không chiến và phán đoán tốt.
Panucci bắt đầu sự nghiệp tại câu lạc bộ Genoa C.F.C. vào năm 1990, rồi chuyển tới A.C. Milan vào năm 1993. Tại đây, anh giành được nhiều danh hiệu, trong đó có 2 Serie A và chiếc cúp UEFA Champions League năm 1994 nơi anh chiến thắng 4-0 trong trận chung kết trước F.C. Barcelona ở vị trí hậu vệ cánh trái. Cho dù ban đầu chỉ là cầu thủ dự bị thường xuyên cho bộ "Tứ vệ" nổi tiếng Paolo Maldini, Franco Baresi, Alessandro Costacurta và Mauro Tassotti vốn được coi là một trong những hàng phòng ngự vĩ đại nhất lịch sử bóng đá, màn trình diễn xuất sắc của Panucci dần giúp anh có được vị trí chính thức và anh được trao giải thưởng Bravo vào năm 1994 cho "Cầu thủ xuất sắc nhất châu Âu". Năm 1996, anh theo huấn luyện viên Fabio Capello rời Milan để tới Real Madrid, đảm nhiệm vai trò hậu vệ phải, giành danh hiệu La Liga năm 1997 và UEFA Champions League thứ 2 vào năm 1998. Anh quay lại Italia vào năm 1999 khi gia nhập Internazionale nhưng không thành công và phải chuyển sang câu lạc bộ Chelsea dưới dạng cho mượn ở mùa giải tiếp theo, trước khi phải tới câu lạc bộ AS Monaco FC. Năm 2001, Panucci tới A.S. Roma, tái hợp cùng huấn luyện viên Capello, và ở lại đây cho tới tận năm 2009. Khả năng chỉ huy cùng kinh nghiệm dày dạn giúp anh trở thành hạt nhân ở vị trí trung vệ của câu lạc bộ, giúp họ giành danh hiệu Coppa Italia vào các năm 2007 và 2008, cũng như Siêu cúp bóng đá Ý. Anh giải nghệ vào năm 2010 trong màu áo của Parma.
Sau khi có được thành công từ rất sớm ở các giải đấu quốc tế khi còn trẻ, trong đó có 2 danh hiệu Vô địch châu Âu lứa tuổi U-21, Panucci được triệu tập vào đội hình Đội tuyển bóng đá quốc gia Italia tham gia Thế vận hội Mùa hè 1996, Giải bóng đá vô địch thế giới 2002, Giải vô địch bóng đá châu Âu 2004 và Giải vô địch bóng đá châu Âu 2008, chơi 57 trận và ghi được 4 bàn thắng.
Sau khi giải nghệ, anh trở thành trợ lý huấn luyện cho Fabio Capello tại Đội tuyển bóng đá quốc gia Nga. Năm 2015, anh được bổ nhiệm là huấn luyện viên trưởng câu lạc bộ A.S. Livorno Calcio, trước khi chuyển sang câu lạc bộ Ternana Calcio vào năm 2016.

## Thống kê sự nghiệp

### Bàn thắng quốc tế
| #  | Ngày                 | Địa điểm                                | Trận | Đối thủ  | Bàn thắng | Kết quả | Giải đấu            |
| -- | -------------------- | --------------------------------------- | ---- | -------- | --------- | ------- | ------------------- |
| 1. | 8 tháng 10 năm 1994  | Sân vận động Kadrioru, Tallinn, Estonia | 2    | Estonia  | 1–0       | 2–0     | Vòng loại Euro 1996 |
| 2. | 17 tháng 4 năm 2002  | San Siro, Milano, Ý                     | 23   | Uruguay  | 1–0       | 1–1     | Giao hữu            |
| 3. | 17 tháng 11 năm 2007 | Hampden Park, Glasgow, Scotland         | 51   | Scotland | 2–1       | 2–1     | Vòng loại Euro 2008 |
| 4. | 13 tháng 6 năm 2008  | Letzigrund, Zürich, Thụy Sĩ             | 55   | România  | 1–1       | 1–1     | Euro 2008           |